# Fuente el Olmo de Íscar
Fuente el Olmo de Íscar is een gemeente in de Spaanse provincie Segovia in de regio Castilië en León met een oppervlakte van 7,80 km². Fuente el Olmo de Íscar telt 66 inwoners (1 januari 2016).

## Demografische ontwikkeling
Bron: INE, 1857-2011: volkstellingen